# Стикс (месец)
Стикс (С/2012 (134340) 1) је Плутонов природни сателит откривен 7. јула 2012.. Претпоставља се да има пречник 10-25 км те орбитални период од 20,2 дана. Услед открића Стикс је добио службену ознаку С/2012 (134340) 1.